# Arrhenophanes inca
Arrhenophanes inca är en fjärilsart som beskrevs av Edward Meyrick 1913. Arrhenophanes inca ingår i släktet Arrhenophanes och familjen Arrhenophanidae. Inga underarter finns listade i Catalogue of Life.